# Cryptosphaeroides hippocrepis
Cryptosphaeroides hippocrepis är en skalbaggsart som beskrevs av Alberto Ballerio 2008. Cryptosphaeroides hippocrepis ingår i släktet Cryptosphaeroides och familjen Hybosoridae. Inga underarter finns listade i Catalogue of Life.